# Borčice
Borčice (ungarisch Borcsic) ist eine Gemeinde im Nordwesten der Slowakei mit 752 Einwohnern (Stand 31. Dezember 2024), die im Okres Ilava, einem Teil des Trenčiansky kraj, liegt.

## Geographie

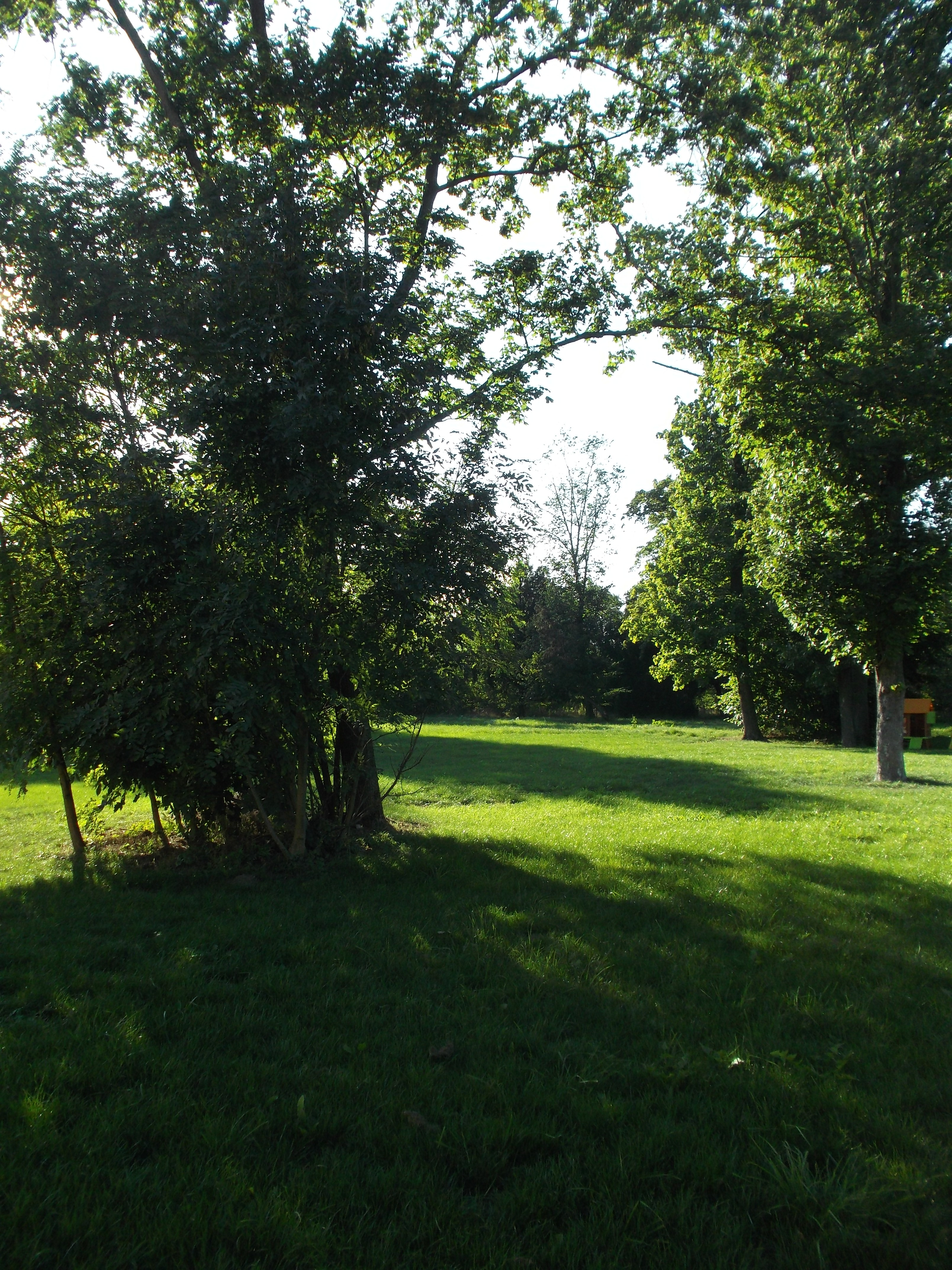
Park beim Landschloss

Die Gemeinde befindet sich im Talkessel Ilavská kotlina, einem Teil von Považské podolie, am rechten Ufer der Waag. Nördliche Teile des Gemeindegebiets sind vom hügellandartigen Gebirgsfuß der Weißen Karpaten geprägt. Das Ortszentrum liegt auf einer Höhe von 223 m n.m. und ist sechs Kilometer von Dubnica nad Váhom sowie 12 Kilometer von Ilava entfernt.
Nachbargemeinden sind Bolešov im Norden und Osten, Dubnica nad Váhom im Südosten, Nemšová im Südwesten und Westen sowie Horné Srnie im Nordwesten.

## Geschichte

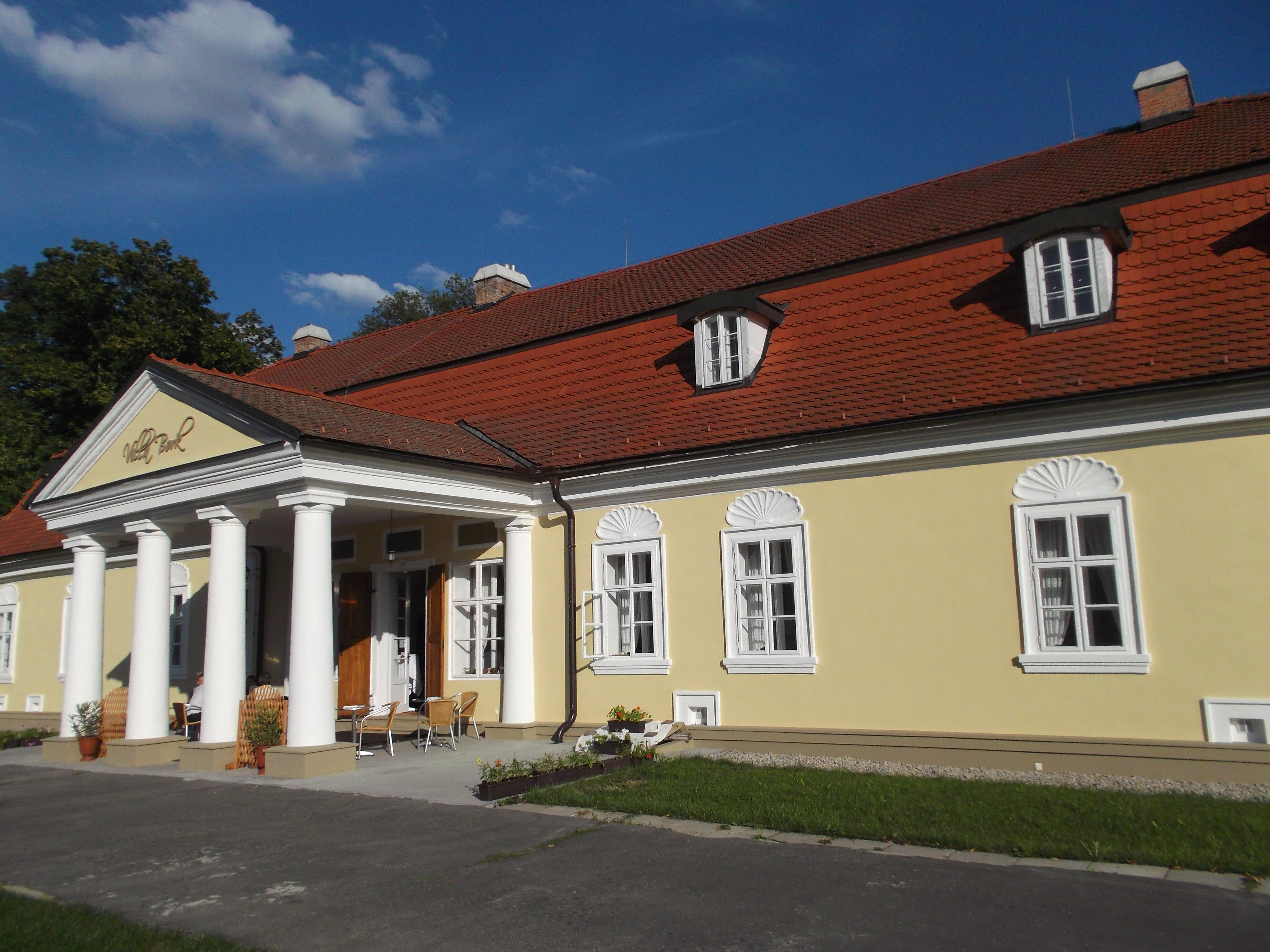
Landschloss

Borčice wurde zum ersten Mal 1238 als Bork schriftlich erwähnt und gehörte damals zum Herrschaftsgebiet der Burg Trentschin, später zum Besitz des Landadels. 1598 standen 20 Häuser im Ort, 1720 wohnten hier 13 Steuerpflichtige. 1784 hatte die Ortschaft 41 Häuser, 41 Familien und 229 Einwohner, 1828 zählte man 33 Häuser und 302 Einwohner, die als Landwirte beschäftigt waren.
Bis 1918 gehörte der im Komitat Trentschin liegende Ort zum Königreich Ungarn und kam danach zur Tschechoslowakei beziehungsweise Slowakei.
Von 1979 bis 1990 war Borčice Teil der Gemeinde Bolešov.

## Bevölkerung
| Jahr                | 1994 | 2004    | 2014     | 2024     |
| ------------------- | ---- | ------- | -------- | -------- |
| Anzahl der Personen | 392  | 377     | 535      | 752      |
| Unterschied         |      | −3,82 % | +41,90 % | +40,56 % |

| Jahr                | 2023 | 2024    |
| ------------------- | ---- | ------- |
| Anzahl der Personen | 746  | 752     |
| Unterschied         |      | +0,80 % |

Nach der Volkszählung 2011 wohnten in Borčice 420 Einwohner, davon 416 Slowaken und zwei Tschechen. Zwei Einwohner machten keine Angabe zur Ethnie.
375 Einwohner bekannten sich zur römisch-katholischen Kirche, drei Einwohner zur Evangelischen Kirche A. B. und ein Einwohner zur orthodoxen Kirche. 32 Einwohner waren konfessionslos und bei neun Einwohnern wurde die Konfession nicht ermittelt.

## Bauwerke und Denkmäler
- Kapelle am Friedhof im Barockstil aus dem Jahr 1754
- Statue am Friedhof im Barockstil aus dem 18. Jahrhundert
- Landschloss im klassizistischen Stil aus dem Jahr 1815

## Verkehr
Nahe Borčice verläuft die Bahnstrecke Nemšová–Lednické Rovne, die allerdings seit 2003 nicht mehr im regelmäßigen Personenverkehr befahren wird. Durch den Ort passiert die Straße 2. Ordnung 507 auf der Teilstrecke zwischen Nemšová und Púchov.